# Sariñena
Sariñena ist der Hauptort der Comarca Monegros in der spanischen Provinz Huesca. Der zwischen den Flüssen Alcanadre und Río Flumen in einer Ebene mit Getreideanbau gelegene, von der Bahnstrecke von Tardienta nach Lleida berührte Ort hatte 2024 4.135 Einwohner. Die Gemeinde setzt sich aus den Kernen Sariñena, La Cartuja de Monegros, Lastanosa, La Masadera, La Estación, Pallaruelo de Monegros und San Juan del Flumen zusammen.

## Geschichte

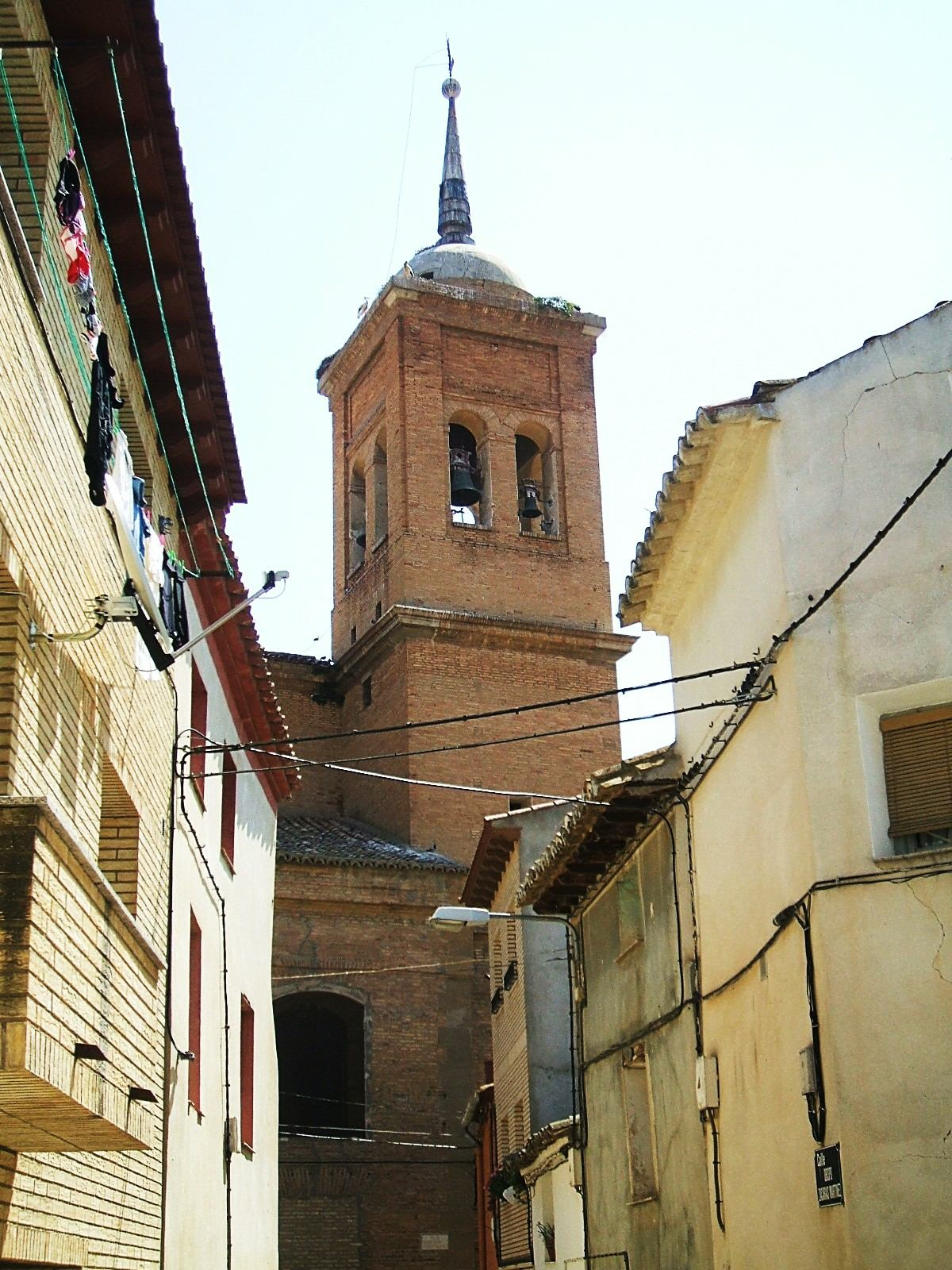
Glockenturm der Kirche San Salvador

In und um Sariñena bestanden schon zur Römerzeit landwirtschaftliche Ansiedlungen, von denen noch zahlreiche Überreste vorhanden sind. Der im Jahr 1100 von den Mauren zurückeroberte Ort lag im Mittelalter im Bereich von Bewässerungsanlagen („acequias“) und war ein wohlhabendes Zentrum des Getreideanbaus.
Während des Bürgerkrieges lag die Gegend zunächst im von den Republikanern kontrollierten Teil Spaniens. Südlich Sariñenas, an der Grenze zu Albalatillo, wurde zu Beginn der Kämpfe ein Feldflugplatz angelegt, der insbesondere von Polikarpow I-15-Jagdflugzeugen der Roten Armee genutzt wurde. Im Verlauf der Aragonoffensive fiel die Gegend im März 1938 an die Nationalspanier. Sariñena diente ab Ende März 1938 der deutschen Legion Condor für zirka zwei Monate als Basis, unter anderem für Heinkel-He-45-Aufklärer. Anschließend nutzte die italienische Aviazione Legionaria den Platz bis zum Kriegsende. Reste inklusive der wenige Hundert Meter langen Betonpiste existieren noch.

## Bevölkerungsentwicklung seit 1991
| 1991  | 1996  | 2001  | 2004 | 2005  |
| ----- | ----- | ----- | ---- | ----- |
| 4.227 | 4.058 | 3.950 | 4026 | 4.121 |

## Sehenswürdigkeiten
- Das Rathaus (ayuntamiento)

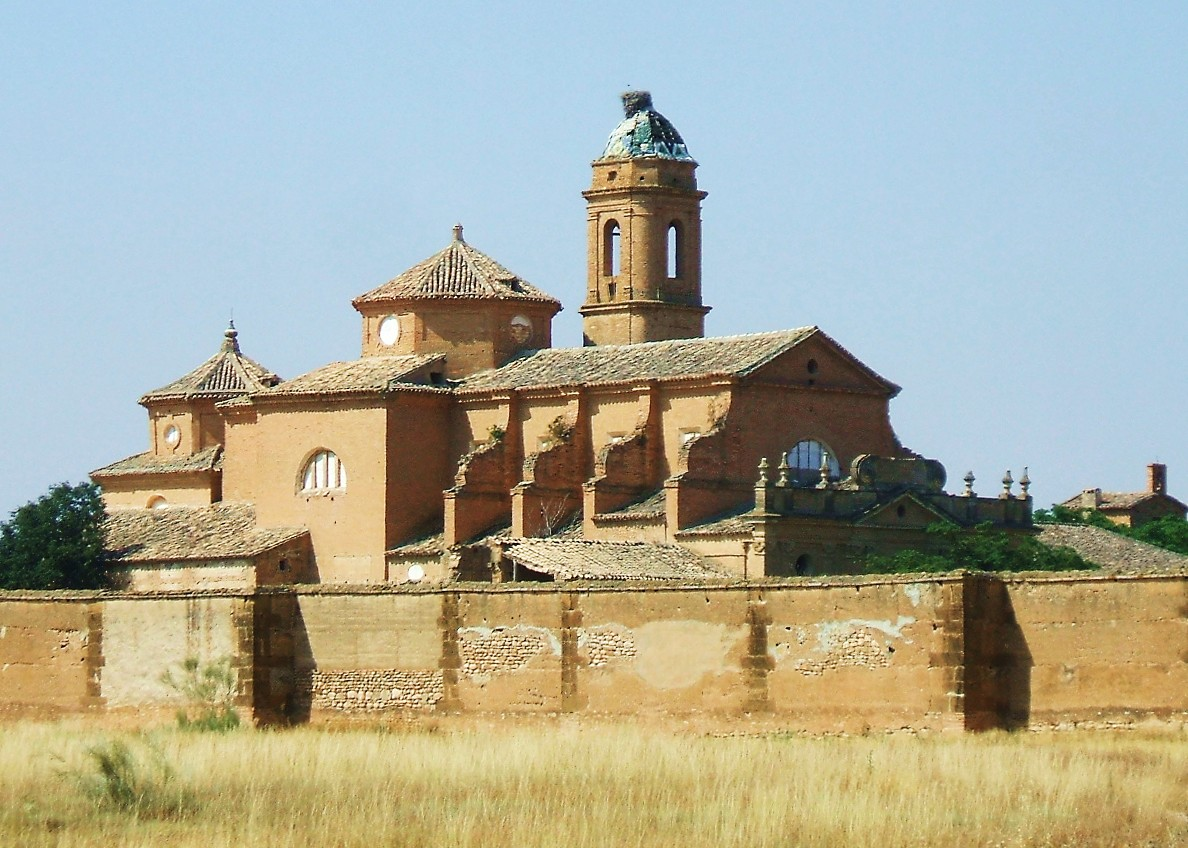
Cartuja de Monegros

- Die Pfarrkirche San Salvador im Renaissancestil sowie Häuser in der Calle del Mercado
- Die 1507 gegründete Kartause Cartuja de las Fuentes (Nuestra Señora de las Fuentes; Cartuja de Monegros)
- Die Laguna de Sariñena

## Persönlichkeiten aus Sariñena
- Gaspar Lax (1487–1560), Philosoph, Mathematiker und Schriftsteller

## Städtepartnerschaften
- Mézin in Frankreich